# Benzoin
Benzoin hay 2-Hydroxy-2-phenylacetophenone hay 2-Hydroxy-1,2-Diphenylethanone  hay rượu desyl hoặc dầu long não từ quả hạnh đắng là một hợp chất hữu cơ bao gồm một liên kết etylen kết nối bởi các nhóm phenyl và có các nhóm chức hydroxyl và xêtôn. Nó là tinh thể màu trắng nhạt có mùi long não nhẹ. Benzoin được tổng hợp từ benzaldehyd trong phản ứng trùng ngưng benzoin
Nó được sử dụng chủ yếu trong:
- chất xúc tác trong pô-ly-me (polymer) hóa quang học và chất mồi quang học
- nguyên liệu thô điều chế benzil

Benzoin không phải là chất tạo thành của nhựa cánh kiến trắng thu được từ cây cánh kiến (Styrax benzoides hay Styrax benzoin) hoặc cồn benzoin. Thành phần chính của các sản phẩm tự nhiên này là axít (acid) benzoic.

## Tham chiếu
- MSDS
- MSDS
- MSDS

vi:Benzoin